# Serie A (pallavolo femminile)
La Serie A italiana di pallavolo femminile è oggi l'espressione dei massimi livelli del campionato italiano di pallavolo femminile.
Nata nel 1946 per iniziativa della Federazione Italiana Pallavolo (FIPAV), la Serie A rappresentò fino al 1977 il massimo campionato italiano femminile. Fu successivamente ampliata e suddivisa in due categorie:
- Serie A1
- Serie A2

La vincitrice della Serie A1 è detentrice dello scudetto e del titolo di Campione d'Italia. Organizzata dalla Lega Pallavolo Serie A femminile secondo le direttive della FIPAV, la competizione è giunta, con l'inizio della stagione 2012-13, alla sua 68ª edizione.